# South Laurel (Maryland)
South Laurel es un lugar designado por el censo ubicado en el condado de Prince George en el estado estadounidense de Maryland. En el Censo de 2010 tenía una población de 26.112 habitantes y una densidad poblacional de 1.232,2 personas por km².

## Geografía
South Laurel se encuentra ubicado en las coordenadas 39°3′41″N 76°50′46″O / 39.06139, -76.84611. Según la Oficina del Censo de los Estados Unidos, South Laurel tiene una superficie total de 21.19 km², de la cual 21.1 km² corresponden a tierra firme y (0.42%) 0.09 km² es agua.

## Demografía
Según el censo de 2010, había 26.112 personas residiendo en South Laurel. La densidad de población era de 1.232,2 hab./km². De los 26.112 habitantes, South Laurel estaba compuesto por el 23.23% blancos, el 60.88% eran afroamericanos, el 0.31% eran amerindios, el 5.18% eran asiáticos, el 0.02% eran isleños del Pacífico, el 6.63% eran de otras razas y el 3.75% pertenecían a dos o más razas. Del total de la población el 13.54% eran hispanos o latinos de cualquier raza.